# Hilda James
Hilda Marjorie James, coniugata McAllister (Warrington, 27 aprile 1904 – Birkenhead, 27 luglio 1982), è stata una nuotatrice britannica, specializzata nello stile libero.

## Palmarès
- Giochi olimpici

Anversa 1920: argento nella staffetta 4x100 metri stile libero.